# Будкі (Красницький повіт)
Будкі (пол. Budki) — село в Польщі, у гміні Тшидник-Дужий Красницького повіту Люблінського воєводства.
Населення — 192 особи (2011).
У 1975-1998 роках село належало до Тарнобжезького воєводства.

## Демографія
Демографічна структура станом на 31 березня 2011 року:
|          | Загалом | Допрацездатний вік | Працездатний вік | Постпрацездатний вік |
| -------- | ------- | ------------------ | ---------------- | -------------------- |
| Чоловіки | 103     | 23                 | 65               | 15                   |
| Жінки    | 89      | 9                  | 53               | 27                   |
| Разом    | 192     | 32                 | 118              | 42                   |